# Aagaardia
Aagaardia, rod kukaca dvokrilaca (diptera) iz porodice Chironomidae koji su rasprostranjeni na području Norveške i Finske (A. sivertseni) u Rusiji, ali i u Turskoj (A. triangulata) i Kanadi (A. longicalcis). Opisao ga je Sæther 2000 s ukupno pet vrsta.
Prvi opis potječe od Aagaarda iz 1979. a opisana je vrsta sivertseni u Norveškoj, koju on klasificira u rod Eukiefferiella. Cranston i Oliver, 1988. ovu vrstu prebacil isu u rod Zalutschia, no obje su bile pogrešne. Tek 2000 Sæther po Aagaardu naziva novi rod Aagaardia.

## Vrste
- Aagaardia longicalcis
- Aagaardia oksanae
- Aagaardia protensa
- Aagaardia sivertseni
- Aagaardia triangulata